# Alex Chidiac
Alexandra Carla "Alex" Chidiac (Sídney, 15 de enero de 1999) es una futbolista australiana. Juega de centrocampista en Tigres Femenil de la Liga MX Femenil de México. Es internacional absoluta con Australia.

## Trayectoria

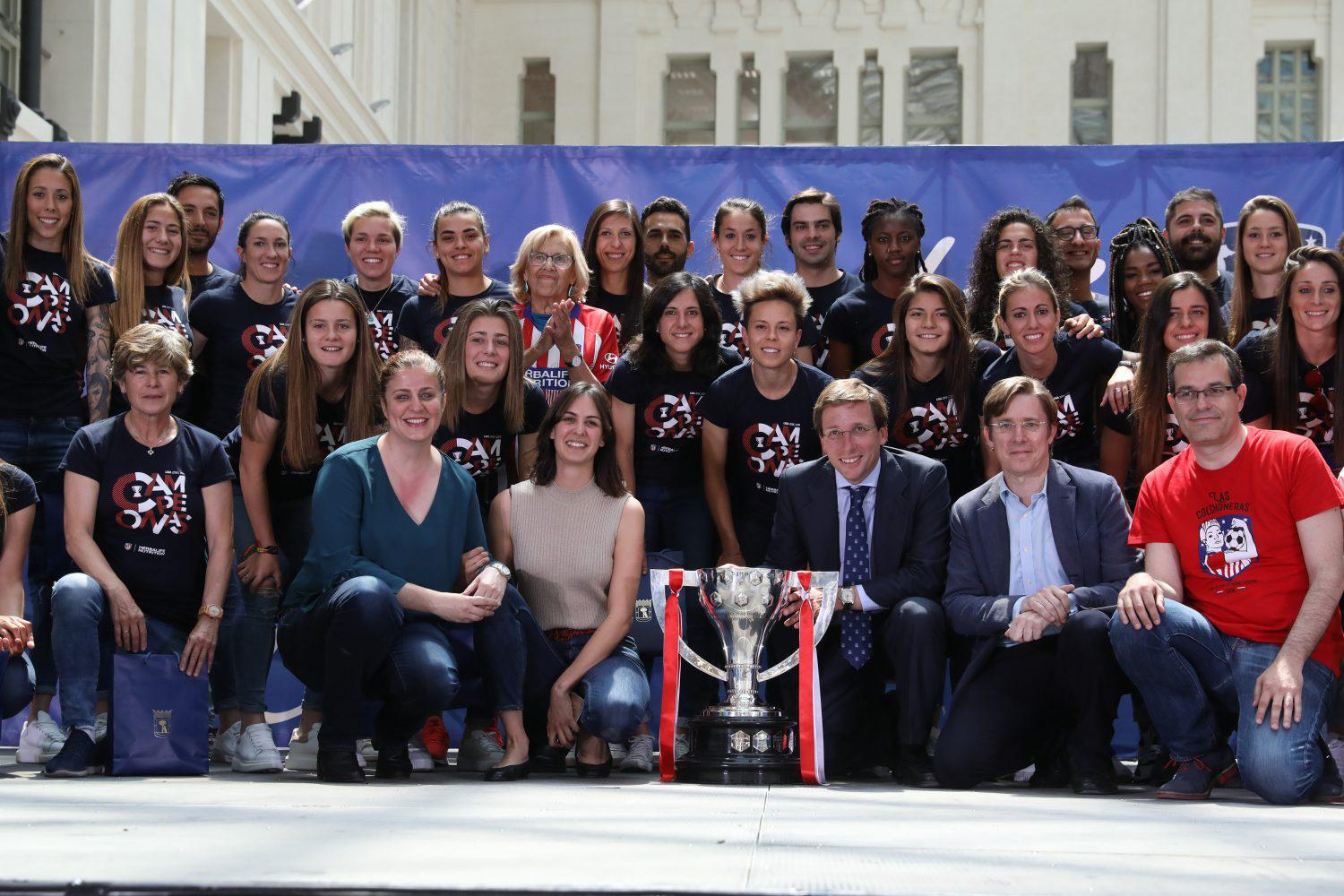
La alcaldesa recibe al equipo femenino del Atlético de Madrid ganador de la Liga Iberdrola 2019

Chidiac empezó jugando a los 9 años con niños en el Croydon Kings. En 2011 ganó el campeonato B Sub-14. En 2012 fue seleccionada para jugar en la categoría Sub-14/15 más alta de la Federación de Fútbol de Australia del Sur con los Windsor Gardens. En 2013 fue elegida mejor jugadora de la Premier League tras marcar 33 goles y jugadora del torneo National Youth Championships en julio, y empezó a entrenar con el Adelaide United.
El año 2014, con 15 años, pudo jugar en la W-League, primer nivel de competición en Australia, con el Adelaide United Football Club. Debutó el 21 de septiembre con una derrota por 1 a 0 ante el Canberra United FC. El 23 de noviembre de ese mismo año marcó su primer gol profesional en el empate a dos goles contra el Western Sydney Wanderers Football Club. Jugó 9 partidos y marcó un gol en esta temporada.
En el año 2015 Chidiac fichó por el Melbourne City, equipo debutante en la competición, siendo la jugadora más joven de la plantilla. El 18 de octubre debutó con el equipo en el primer partido de la temporada con victoria por 6 a 0 sobre el Sidney F. C.. Esa temporada el equipo quedó en primera posición en la temporada regular y ganó el campeonato en la final al ganar por 4 a 1 al Sidney F. C., partido en el que Chidiac participó como suplente. Jugó 10 partidos con el City.
En 2016 Chidiac regresó al Adelaide United Football Club. En dos temporadas jugó 19 partidos y marcó 3 goles. Fue elegida mejor jugadora joven del campeonato en ambas ediciones.

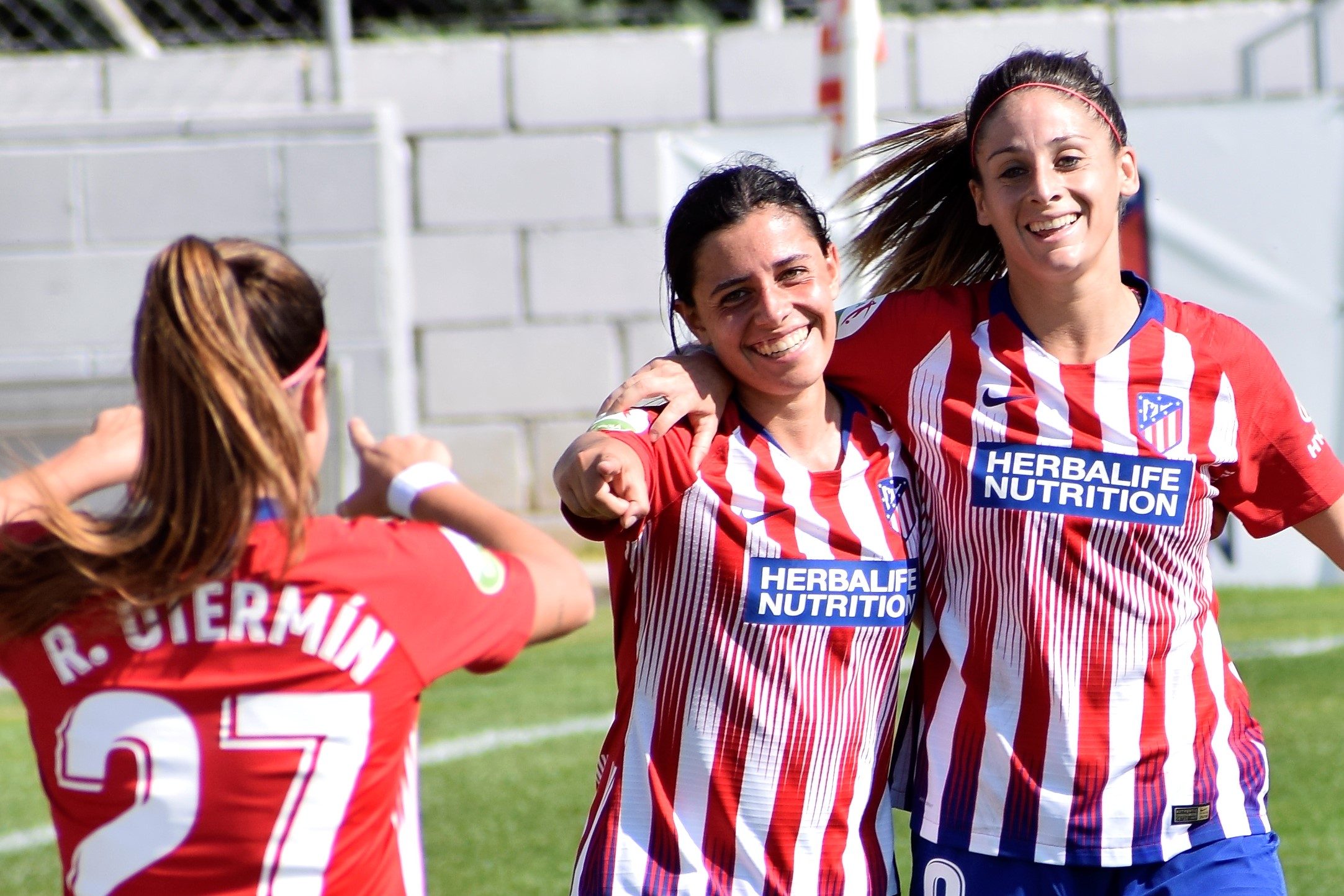
Chidiac celebrando su primer gol con e Atlético junto a Esther González y Rosa Otermín.

El 13 de julio de 2018 el Atlético de Madrid anunció su fichaje. Chidiac debutó el 8 de septiembre en la primera jornada de Liga ante el Málaga Club de Fútbol Femenino y marcó su primer gol el 16 de septiembre en la victoria por 6 a 0 sobre el EDF Logroño. Aunque partió de suplente en la mayoría de los encuentros, llegó a jugar 19 partidos, y el 5 de mayo logró su primera Liga española. El 5 de mayo de 2019 el Atlético venció por 3-1 a la Real Sociedad con una asistencia suya y ganaron la Liga. No disputó la final de la Copa de la Reina, torneo, en el que el Atlético cayó ante la Real Sociedad.
En la temporada 2019-20 sufrió una lesión de tobillo de la que no se acabó de recuperar y sólo pudo jugar en un partido de liga. En la temporada 2020-21 apenas tuvo minutos y el 23 de diciembre acordó la rescisión de su contrato con el club rojiblanco, y pocos días después anunció su regreso al Melbourne City.

## Selección nacional
Ha sido internacional con la Selección de fútbol femenino de Australia.
Chidiac fue convocada por la selección Sub-17 el 8 de agosto de 2013 para entrenar con 14 años. Debutó en un amistoso contra Nueva Zelanda el 16 de agosto de 2013 con empate a 0. Volvió a jugar contra Nueva Zelanda el 19 de agosto, partido en el que marcó su primer gol internacional, logrando el quinto tanto en el encuentro que acabarñia con victoria australiana por 6 a 0. Chidiac participó en la clasificación para la Copa Asiática Sub-16.
En 2014, con 15 años, participó en la clasificación para la Copa Asiática Sub-19. Debutó el 5 de noviembre contra Hong Kong como sustituta y el 8 de noviembre marcó ante Singapur.
El 12 de febrero de 2015 Chidiac debutó con la selección absoluta ante Nueva Zelanda con 16 años al sustituir a Lisa De Vanna. Con la categoría Sub-20 ha participó en la Campeonato Sub-19 femenino de la AFC de 2015, en la que jugó los dos encuentros y dio una asistencia, contra Vietnam. También participó en el Campeonato Femenino de la AFF donde Australia participa con su selección Sub-20- de 2015, donde jugó 5 encuentros, marcó un gol contra Indonesia, y Australia quedó tercera.
En 2016 volvió a disputar el Campeonato Femenino de la AFF, en la que jugó cuatro partidos, marcó ante Malasia y Australia quedó cuarta. También disputó los dos partidos de clasificación para el Campeonato Sub-19 femenino de la AFC de 2017, logrando marcar en ambos encuentros. En febrero de 2017 jugó la Copa Algarve con la selección absoluta. La fase final del campeonato Sub-19 se disputó en octubre de 2017, donde jugó tres encuentros, marcando un triplete ante Vietnam en la fase de grupos, y Australia terminó quedando en cuarta posición.
En 2018 fue parte de la convocatoria de la Copa Asiática. Chidiac jugó dos encuentros en el campeonato y el equipo fue subcampeón. Marcó su primer gol con la selección en un amistoso contra Tailandia. En verano de ese año volvió a jugar con la Selección Sub-20 el Campeonato Femenino de la AFF, en el que marcó 7 goles en 4 encuentros y el equipo fue subcampeón.
El 14 de mayo de 2019 se anunció la convocatoria del Mundial de Francia, en la que no fue seleccionada. El seleccionador declaró que no había jugado los suficientes minutos y ni siquiera había jugado los últimos partidos, y que debía revisar su situación en el club porque a su edad jugar minutos es lo más importante.

### Participaciones en Copas Asiáticas
| Copa                      | Sede     | Resultado      | Partidos | Goles |
| ------------------------- | -------- | -------------- | -------- | ----- |
| Copa Asiática Sub-16 2013 | China    | Fase de grupos | 2        | 1     |
| Copa Asiática Sub-19 2015 | China    | Fase de grupos | 2        | 0     |
| Copa Asiática Sub-19 2017 | China    | Cuarto Puesto  | 4        | 3     |
| Copa Asiática 2018        | Jordania | Subcampeona    | 2        | 0     |

## Estadísticas

### Clubes
Actualizado al último partido jugado el 22 de noviembre de 2020.
| Club | Div.           | Temporada     | Liga  | Liga  | Liga   | Copas nacionales(1) | Copas nacionales(1) | Copas nacionales(1) | Copas internacionales(2) | Copas internacionales(2) | Copas internacionales(2) | Total | Total | Total  | Media goleadora(3) |
| Club | Div.           | Temporada     | Part. | Goles | Asist. | Part.               | Goles               | Asist.              | Part.                    | Goles                    | Asist.                   | Part. | Goles | Asist. | Media goleadora(3) |
| --- | -------------- | ------------- | ----- | ----- | ------ | ------------------- | ------------------- | ------------------- | ------------------------ | ------------------------ | ------------------------ | ----- | ----- | ------ | ------------------ |
| Adelaide United Football Club Australia | W-League       | 2014-15       | 9     | 1     |        |                     |                     |                     |                          |                          |                          | 9     | 1     |        | 0,11               |
| Adelaide United Football Club Australia | Total club     | Total club    | 9     | 1     |        |                     |                     |                     |                          |                          |                          | 9     | 1     |        | 0,11               |
| Melbourne City Australia | W-League       | 2015-16       | 10    | 0     |        |                     |                     |                     |                          |                          |                          | 10    | 0     |        | 0                  |
| Melbourne City Australia | Total club     | Total club    | 10    | 0     |        |                     |                     |                     |                          |                          |                          | 10    | 0     |        | 0                  |
| Adelaide United Football Club Australia | W-League       | 2016-17       | 8     | 2     |        |                     |                     |                     |                          |                          |                          | 8     | 2     |        | 0,25               |
| Adelaide United Football Club Australia | W-League       | 2017-18       | 11    | 1     |        |                     |                     |                     |                          |                          |                          | 11    | 1     |        | 0,09               |
| Adelaide United Football Club Australia | Total club     | Total club    | 19    | 3     |        |                     |                     |                     |                          |                          |                          | 19    | 3     |        | 0,16               |
| Atlético de Madrid · España | Liga Iberdrola | 2018-19       | 19    | 3     | 1      | 1                   | 0                   | 0                   | 0                        | 0                        | 0                        | 20    | 3     | 1      | 0,15               |
| Atlético de Madrid · España | Liga Iberdrola | 2019-20       | 1     | 0     | 0      | 0                   | 0                   | 0                   | 1                        | 0                        | 0                        | 2     | 0     | 0      | 0                  |
| Atlético de Madrid · España | Liga Iberdrola | 2020-21       | 2     | 0     | 0      |                     |                     |                     |                          |                          |                          | 2     | 0     | 0      | 0                  |
| Atlético de Madrid · España | Total club     | Total club    | 22    | 3     | 1      | 1                   | 0                   | 0                   | 1                        | 0                        | 0                        | 24    | 3     | 1      | 0,13               |
| Total carrera | Total carrera  | Total carrera | 60    | 7     | 1      | 1                   | 0                   | 0                   | 1                        | 0                        | 0                        | 62    | 7     | 1      | 0,11               |
| (1) Incluye datos de [Copas / Supercopas nacionales (2018-act)]. (2) Incluye datos de [Copas / Supercopas internacionales (2018-act)]. (3) No incluye goles en partidos amistosos. |                |               |       |       |        |                     |                     |                     |                          |                          |                          |       |       |        |                    |

### Selección
Actualizado al último partido jugado el 6 de marzo de 2019.
| Selecciones                                                                                                  | Año           | Copa Asiática(4) | Copa Asiática(4) | Copa Asiática(4) | Mundial (4) | Mundial (4) | Mundial (4) | Amistosos | Amistosos | Amistosos | Total | Total | Total  | Media goleadora |
| Selecciones                                                                                                  | Año           | Part.            | Goles            | Asist.           | Part.       | Goles       | Asist.      | Part.     | Goles     | Asist.    | Part. | Goles | Asist. | Media goleadora |
| --- | ------------- | ---------------- | ---------------- | ---------------- | ----------- | ----------- | ----------- | --------- | --------- | --------- | ----- | ----- | ------ | --------------- |
| Sub-17 | 2013          | 2                | 1                | 1                | 0           | 0           | 0           | 2         | 1         | 0         | 4     | 2     | 1      | 0,50            |
| Sub-17 | 2014          | 2                | 0                | 0                | 0           | 0           | 0           | 0         | 0         | 0         | 2     | 0     | 0      | 0,00            |
| Sub-17 | Total         | 4                | 1                | 1                | 0           | 0           | 0           | 2         | 1         | 0         | 6     | 2     | 1      | 0,33            |
| Sub-20 | 2014          | 3                | 2                | 0                | 0           | 0           | 0           | 0         | 0         | 0         | 3     | 2     | 0      | 0,67            |
| Sub-20 | 2015          | 2                | 0                | 1                | 0           | 0           | 0           | 5         | 1         | 0         | 7     | 1     | 1      | 0,14            |
| Sub-20 | 2016          | 2                | 5                | 0                | 0           | 0           | 0           | 4         | 1         | 0         | 6     | 6     | 0      | 1,00            |
| Sub-20 | 2017          | 4                | 3                | 0                | 0           | 0           | 0           | 2         | 0         | 0         | 6     | 3     | 0      | 0,50            |
| Sub-20 | 2018          | 0                | 0                | 0                | 0           | 0           | 0           | 4         | 7         | 0         | 4     | 7     | 0      | 1,75            |
| Sub-20 | Total         | 11               | 10               | 1                | 0           | 0           | 0           | 15        | 9         | 0         | 26    | 19    | 1      | 0,73            |
| Abs | 2015          | 0                | 0                | 0                | 0           | 0           | 0           | 1         | 0         | 0         | 1     | 0     | 0      | 0,00            |
| Abs | 2016          | 0                | 0                | 0                | 0           | 0           | 0           | 0         | 0         | 0         | 0     | 0     | 0      | 0,00            |
| Abs | 2017          | 0                | 0                | 0                | 0           | 0           | 0           | 3         | 0         | 0         | 3     | 0     | 0      | 0,00            |
| Abs | 2018          | 2                | 0                | 0                | 0           | 0           | 0           | 8         | 1         | 0         | 10    | 1     | 0      | 0,10            |
| Abs | 2019          | 0                | 0                | 0                | 0           | 0           | 0           | 3         | 0         | 0         | 3     | 0     | 0      | 0,00            |
| Abs | Total         | 2                | 0                | 0                | 0           | 0           | 0           | 15        | 1         | 0         | 17    | 1     | 0      | 0,06            |
| Total carrera                                                                                                | Total carrera | 17               | 11               | 2                | 0           | 0           | 0           | 32        | 11        | 0         | 49    | 22    | 2      | 0,47            |
| (4) Se incluyen partidos en fases clasificatorias. No se incluyen partidos del Campeonato Femenino de la AFF |               |                  |                  |                  |             |             |             |           |           |           |       |       |        |                 |

### Resumen estadístico
|                        | Partidos | Goles | Promedio |
| ---------------------- | -------- | ----- | -------- |
| Liga                   | 53       | 7     | 0,13     |
| Copas nacionales       | 1        | 0     | 0,00     |
| Copas internacionales  | 0        | 0     | 0,00     |
| Selección de Australia | 14       | 1     | 0,07     |
| Total                  | 68       | 8     | 0,12     |

## Palmarés

### Títulos internacionales
| Título             | Club                  | País      | Año  |
| ------------------ | --------------------- | --------- | ---- |
| FFA Cup of Nations | Selección australiana | Australia | 2019 |

### Títulos nacionales
| Título           | Club               | País      | Año       |
| ---------------- | ------------------ | --------- | --------- |
| W-League         | Melbourne City     | Australia | 2015-16   |
| Primera División | Atlético de Madrid | España    | 2018-2019 |

### Distinciones individuales
| Distinción                     | Año     |
| ------------------------------ | ------- |
| Mejor Jugadora Joven de la PFA | 2016-17 |
| Mejor Jugadora Joven de la PFA | 2017-18 |